# 土屋兵馬
土屋 兵馬（つちや へいま、1884年（明治17年）4月30日 - 1955年（昭和30年）7月15日）は、大日本帝国陸軍軍人。最終階級は陸軍少将。

## 経歴
1884年（明治17年）に長野県で生まれた。陸軍士官学校第18期卒業。1934年（昭和9年）3月5日に陸軍歩兵大佐進級と同時に福知山連隊区司令官に着任し、1936年（昭和11年）8月に近衛歩兵第2連隊長に転じた。1938年（昭和13年）3月1日に陸軍少将に進級と同時に待命、3月25日に予備役に編入された。
1939年（昭和14年）1月4日に召集され北支那方面軍司令部附となり、1月14日に独立混成第6旅団長（第12軍）に就任し、山東省南部の治安維持に任じた。1940年（昭和15年）3月9日に第14師団司令部附となり、3月10日に召集解除となった。
1947年（昭和22年）11月28日、公職追放仮指定を受けた。

## 栄典
勲章等
- 1940年（昭和15年）8月15日 - 紀元二千六百年祝典記念章[4]